# Короли рока
«Короли рока» (англ. The Suburbans) — американская музыкальная комедийная драма 1999 года. Фильм поставил Донал Ларднер Уорд, который написал сценарий к нему вместе с Тони Гума. Оба сыграли в фильме.

## Сюжет
В начале 1980-х годов Дэнни, Митч, Гил и Рори играли новую волну в группе The Suburbans. Группа выпустила одну хитовую запись и на короткий промежуток времени стала очень популярной. Однако они так и остались группой одного хита. Вскоре после своего ошеломительного успеха группа в силу различных причин распалась.
С тех пор прошло почти двадцать лет. Группа ради шутки «воссоединилась» на свадьбе Гила, чтобы исполнить тот самый один единственный свой хит. Свадьбу посещает Кейт, которая представляет звукозаписывающую компанию. По её словам, так как со времён 1980-х уже прошло достаточное количество времени, на эту эпоху скоро начнётся ностальгия, поэтому её компания хотела бы возродить группу The Suburbans и подписать с ними контракт.
Четверо участников бывшей группы уже давно не занимаются музыкой. Они уже не молодые рокеры, а мужчины средних лет, живущие в пригороде и имеющие различные проблемы в личной жизни. Тем не менее, подумав, они решают попробовать возродить группу. Студия звукозаписи отвозит участников группы вместе с их семьями в загородный дом, где они должны перезаписать свой хит.
Далее начинается маркетинговая компания. На песню снимают видеоклип. Группа выступает на презентации переизданной песни, участвует в пресс-конференции и даёт интервью музыкальному каналу. Ничего из этого не срабатывает. Современная публика не проявляет к старым рокерам никакого интереса. Выясняется, что возрождение The Suburbans было личной инициативой Кейт, которая была поклонницей группы в детстве, а теперь из-за этого провала её карьера под угрозой. Участники группы принимают решение оставить затею с возрождением и вместо этого переключаются на решение своих личных проблем.

## В ролях
- Дженнифер Лав Хьюитт — Кейт
- Донал Ларднер Уорд — Дэнни Моран
- Крейг Бирко — Митч
- Уилл Феррелл — Гил
- Тони Гума — Рори
- Бен Стиллер — Джей Роуз
- Джерри Стиллер — Спидо Сильверберг
- Эми Бреннеман — Грейс
- Бриджитт Уилсон — Лара
- Перри Ривз — Аманда
- Роберт Лоджа — Жюль Марсель
- Дэвид Лашапель — Торлакур
- Джей Джей Абрамс — журналист
- Дик Кларк — играет себя
- Курт Лодер — играет себя

## Критика
Критики указывали, что фильм довольно слабый. Много времени в нём отводится не музыкальной пародии, а затянутым бытовым сценам. Положительно отмечали появление Джерри и Бена Стиллеров. В Entertainment Weekly отметили, что фильм выглядит любительским, а не как пародия в стиле «Крезанутых». Джанет Мэслин из The New York Times вспомнила «Шугар Таун», который вышел за месяц до «Королей рока». Он имел схожий сюжет и был лучше сделан, но также не нашёл своей аудитории.